# Żelazne pięści
Żelazne pięści – amerykański film akcji z 1995 roku.

## Fabuła
Dale jest zabijaką, który ciągle wdaje się w bójki w przydrożnym barze. Kiedy jego przyjaciel ginie w jednej z nielegalnych walk, postanawia go pomścić. Najpierw musi jednak nauczyć się walczyć na ringu.

## Obsada
- Michael Worth – Dale
- Sam J. Jones – Tyler
- Marshall R. Teague – Gallagher
- Dominic Oliver – Barry
- Jenilee Harrison – Julie
- Matthias Hues – Bragg